# Crosta (geologia)

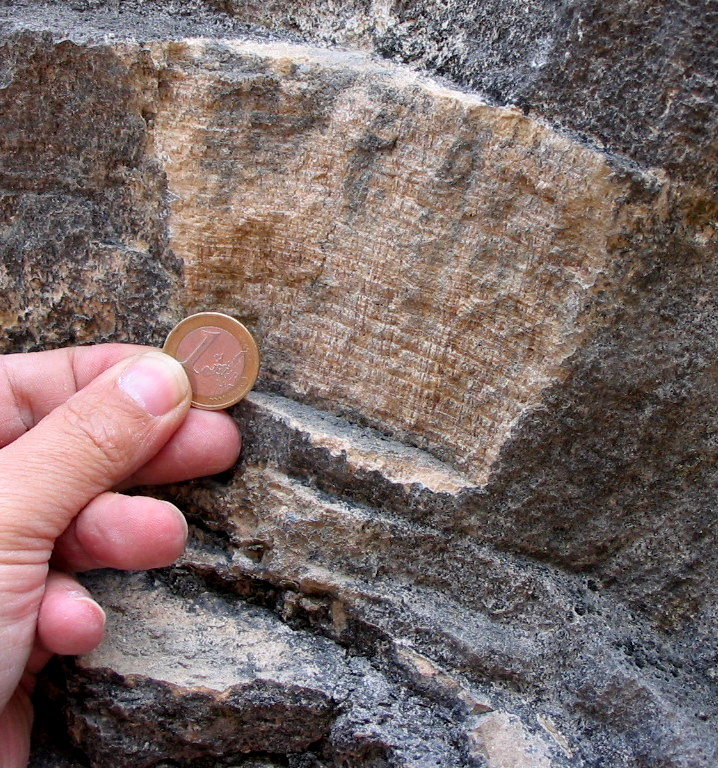
Crosta formada en tova volcànica

En general, una crosta és una capa externa, generalment dura que cobreix un material més tou. En geologia es pot formar per diferents processos com ara calcificació, ferrogeneïtzació o silicificació. Aquestes crostes es formen generalment a conseqüència de l'acció de l'aigua (normalment subterrània); una conseqüència del seu desenvolupament és la infiltració de l'aigua de pluja al subsol.